# 서울흥일초등학교
서울흥일초등학교(서울興日初等學校)는 대한민국 서울특별시 금천구 시흥4동에 있었던 공립 초등학교이다.

## 연혁
- 1983년 11월 9일 : '서울신시흥국민학교'로 개교
- 1994년 3월 1일 : '서울흥일국민학교'로 변경
- 1996년 3월 1일 : '서울흥일초등학교'로 변경
- 2015년 2월 28일 : 서울신흥초등학교와 통합으로 인해 폐교

## 폐교 이후
폐교 이후, 서울흥일초등학교 부지에는 지역 주민의 요구에 따라 2016년에 한울중학교가 들어섰다.